# Handzuginstrumentenmacher

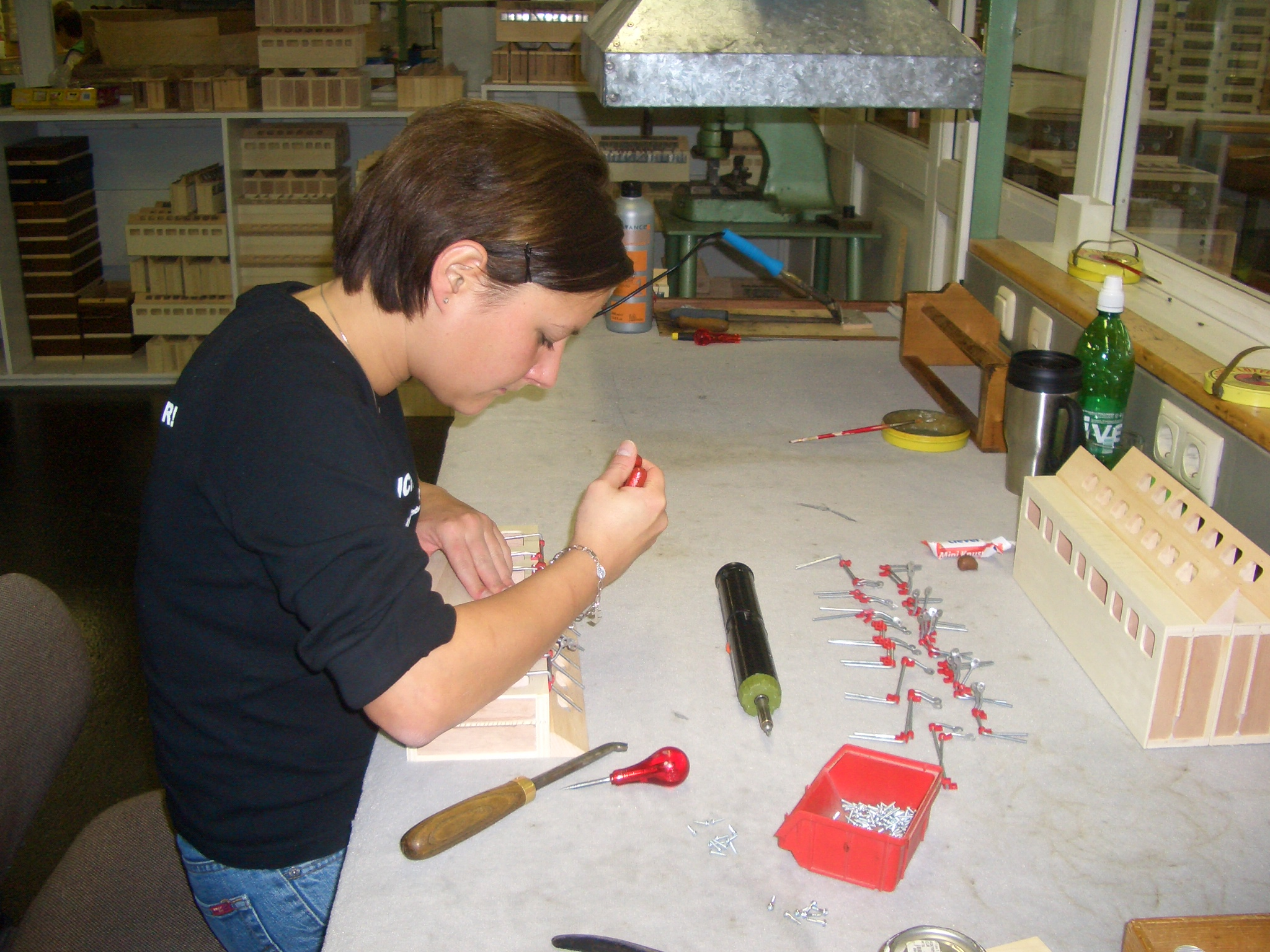
Harmonikabauerin in Österreich

Handzuginstrumentenmacher, in Österreich Harmonikamacher genannt, stellen Musikinstrumente wie Akkordeons, aber auch angeblasene Instrumente wie Mundharmonikas her und reparieren sie. Sie arbeiten in Werkstätten oder an diese angeschlossenen Läden.
Sie stellen aus vielerlei Materialien diatonische oder chromatische Akkordeons, Bandoneons, Mundharmonikas oder auch Melodicas her.
Der Handzuginstrumentenmacher bearbeitet mit der Hand und maschinell Holz, Leder, Kunststoffe, Textilien und Metall und stellt aus diesen Materialien alle Arten von Akkordeons her. Gefertigt werden bis zu 2000 Einzelteile, vom Gehäuse, dem Balg über die Stimmstöcke bis hin zur Tastatur.
Der Beruf vereint die Tätigkeiten eines Metallhandwerkers mit denen eines Buchbinders und Tischlers. Berufsvoraussetzung sind ein gutes musikalisches Gehör, handwerkliches Feingeschick und Geduld.

## Ausbildung
Handzuginstrumentenmacher ist ein anerkannter Ausbildungsberuf ohne Spezialisierung nach Fachrichtungen oder Schwerpunkten. Die Ausbildungsdauer beträgt drei Jahre. Ausbildende Betriebe sind Handzuginstrumenten-Werkstätten und Erzeuger.

### Allgemeine Ausbildungsinhalte
Während der Ausbildung lernen die Lehrlinge Skizzen, Stücklisten, Technische Unterlagen, Pläne und Werkzeichnungen zu lesen und anzuwenden. Sie können erforderliche und geeignete Werkstoffe und Hilfsstoffe fachgerecht auswählen, überprüfen und entsorgen. Nach der Ausbildung können sie Bauteile insbesondere mit Schrauben und Muttern sowie durch Weich- und Hartlöten, Leimen, Kleben und Holzverbindungen fügen. Auch die Montage von Bauteilen eines Handzuginstruments wie Bassmechanik und Schaltgruppen sowie die Endmontage und das Stimmen von Instrumenten gehört zum Ausbildungsinhalt.
Die Lehrlinge lernen weiterhin Oberflächen zu behandeln sowie Instrumente zu bestimmen und verschiedene Systeme der Tastatur und Bauweise sowie ihre Klangkonzeption zu unterscheiden. Zur Durchführung der Tätigkeiten können sie ihren Arbeitsplatz an Werkbank oder Werkzeugmaschine einrichten, zudem Arbeitsschritte, Arbeitsmittel und Arbeitsmethoden festlegen. Sie planen und steuern Arbeitsabläufe und beurteilen die Arbeitsergebnisse. Die Werkzeuge und Maschinen, die sie einsetzen, warten und pflegen sie.
Neben der Neufertigung lernen die Lehrlinge auch Handzuginstrumente zu reparieren. Zur Überprüfung des Ergebnisses können sie technische und optische Endkontrollen durchführen. Sie erstellen zusätzlich Dokumentationen über Arbeitsabläufe. In der Ausbildung wird ein kundenorientiertes Verhalten und Kundenberatung vermittelt.

### Weiterbildungsmöglichkeiten
Nach der Ausbildung besteht die Möglichkeit, sich zum Handzuginstrumentenmachermeister, Industriemeister, Techniker, Fachkaufmann, Betriebsassistent (HWK) oder Sachverständiger weiterbilden zu lassen. Außerdem kann das Fachwissen während oder nach der Ausbildung in verschiedenen Lehrgängen an den Berufsbildungseinrichtungen der Handwerkskammern und Fachverbände vertieft werden.

## Ähnliche Berufe
- Orgelbauer (Der Harmoniumbau wird zum Orgelbau gezählt)

## Andere Bezeichnungen
Die offizielle Bezeichnung dieses Ausbildungsberufes ist Handzuginstrumentenmacher, jedoch existieren u. a. noch Bezeichnungen wie: „Akkordeonbauer“, „Akkordeonmacher“, „Harmonikamacher“, „Akkordeonfacharbeiter“
Die englische Berufsbezeichnung ist: „Maker (m/f) of reed-organ musical instruments“